# Боевой киносборник «Юные партизаны»
Боевой киносборник «Юные партизаны» (Боевой киносборник № 13) — советский фильм 1942 года из серии «боевых киносборников», снятых в годы Великой Отечественной войны на Ашхабадской и Сталинабадской киностудиях. Состоит из двух новелл: «Левко» (режиссёр Игорь Савченко) и «Учительница Карташова» (режиссёр Лев Кулешов). Фильм на экране не вышел. Документы, объясняющие официальные причины запрета не обнаружены. Из книги Льва Кулешова и Александры Хохловой «50 лет в кино» (1975): «Фильм безусловно был интересен, но в это время Боевые киносборники, к сожалению, прекратили выпускать, и наша работа так и не увидела экрана».

## «Учительница Карташова»
За основу взят рассказ Льва Кассиля «У классной доски» об учительнице Ксении Карташовой и её учениках, которые помогали партизанам во время Великой Отечественной войны.

### Сюжет
Сельская учительница Ксения Андреевна Карташова является связной партизанского отряда и, помимо преподавательской работы, ведёт сбор информации о передвижении немецких войск. Немцы готовят карательный отряд против партизан, но о месте расположения базы ничего не знают. Они захватывают школу и требуют у детей выдать расположение партизанского отряда. Однако партизаны не дремлют и приходят на выручку.

### Актёры
- Галина Степанова — Ксения Андреевна Карташова
- Ганс Клеринг — немецкий офицер
- Андрей Файт — дядя Степан, партизан
- Володя Пименов — Егор
- Александр Путко — Костя
- Лиля Коваленко — Шура
- Серёжа Сотников — Трясогуска
- Сергей Мартинсон — немец-командир
- Пётр Галаджев — второй немец

### Съёмочная группа
- Режиссёр — Лев Кулешов
- Оператор — Михаил Кириллов
- Художник — Пётр Галаджев
- Композитор — Сергей Потоцкий

## «Левко»

### Сюжет
Дети из ближней деревни приносят партизанам хлеб. Начинается гроза и они вынуждены задержаться в партизанском отряде. Раненый командир Красной Армии (Борис Андреев) рассказывает о юном герое Великой Отечественной войны, связном партизанского отряда по имени Левко.
Нацисты захватывают советский город. Мужское население уходит в партизаны. Врач Валентина Николаевна, делая операцию раненому офицеру, не успевает эвакуироваться. Ценою своей жизни их спасёт мальчик Левко, который взрывает немцев гранатой.

### Актёры
- Борис Андреев — раненый командир, лейтенант
- Юра Ионов — Левко
- Ганс Клеринг — немецкий офицер
- Валентина Чистякова — Валентина Николаевна, доктор
- Антон Дунайский — старик Ионыч
- Виктор Бубнов — Андрей Иванович
- Борис Рунге — Гнат

### Съёмочная группа
- Режиссёр — Игорь Савченко
- Оператор — Юрий Екельчик
- Художник — Екатерина Юкельсон
- Композитор — Сергей Потоцкий